# Astros II
MLRS ASTROS II (Artillery Saturation Rocket System укр. Артилерійська ракетна система залпового вогню) — самохідна реактивна система залпового вогню, вироблена в Бразилії компанією Avibras. Має модульну конструкцію та використовує ракети калібрів від 127 мм до 450 мм (5-17,72 дюймів). Розроблена на базі всюдихода Tectran VBT-2028 6×6 для підвищеної мобільності на базі вантажного шасі Mercedes-Benz 2028.

## Огляд
Повна система ASTROS включає 1 колісну командну машину рівня 4×4 батальйонного рівня (AV-VCC), яка керує 3 батареями, і серію колісних транспортних засобів 4x4 та 6×6. Кожна батарея складається з:
- 1 колісна 4×4 командна машина на рівні батареї (AV-PCC)
- 1 колісна машина 6x6 з радіолокаційним керуванням вогнем (AV-UCF)
- 6-колісна універсальна реактивна система залпового вогню 6x6 (AV-LMU)
- 6 колісних машин 6x6 для постачання боєприпасів (AV-RMD)
- 1 колісний автомобіль 6x6 для польового ремонту / майстерні (AV-OFVE)
- 1 колісний автомобіль 4×4 мобільної метеостанції (AV-MET).

У старішій версії системи транспортний засіб управління вогнем значився як додаткова машина в батареї. Командні транспортні засоби та метеостанції є нещодавніми доповненнями, призначеними для покращення загальної продуктивності системи в новіших версіях. Усі транспортні засоби можна перевозити на літаку C-130 Hercules. Пускова установка здатна запускати ракети різного калібру, озброєні різноманітними боєголовками.
Кожна ракетна вантажівка має до двох повних перезарядок.

## Сервісна історія

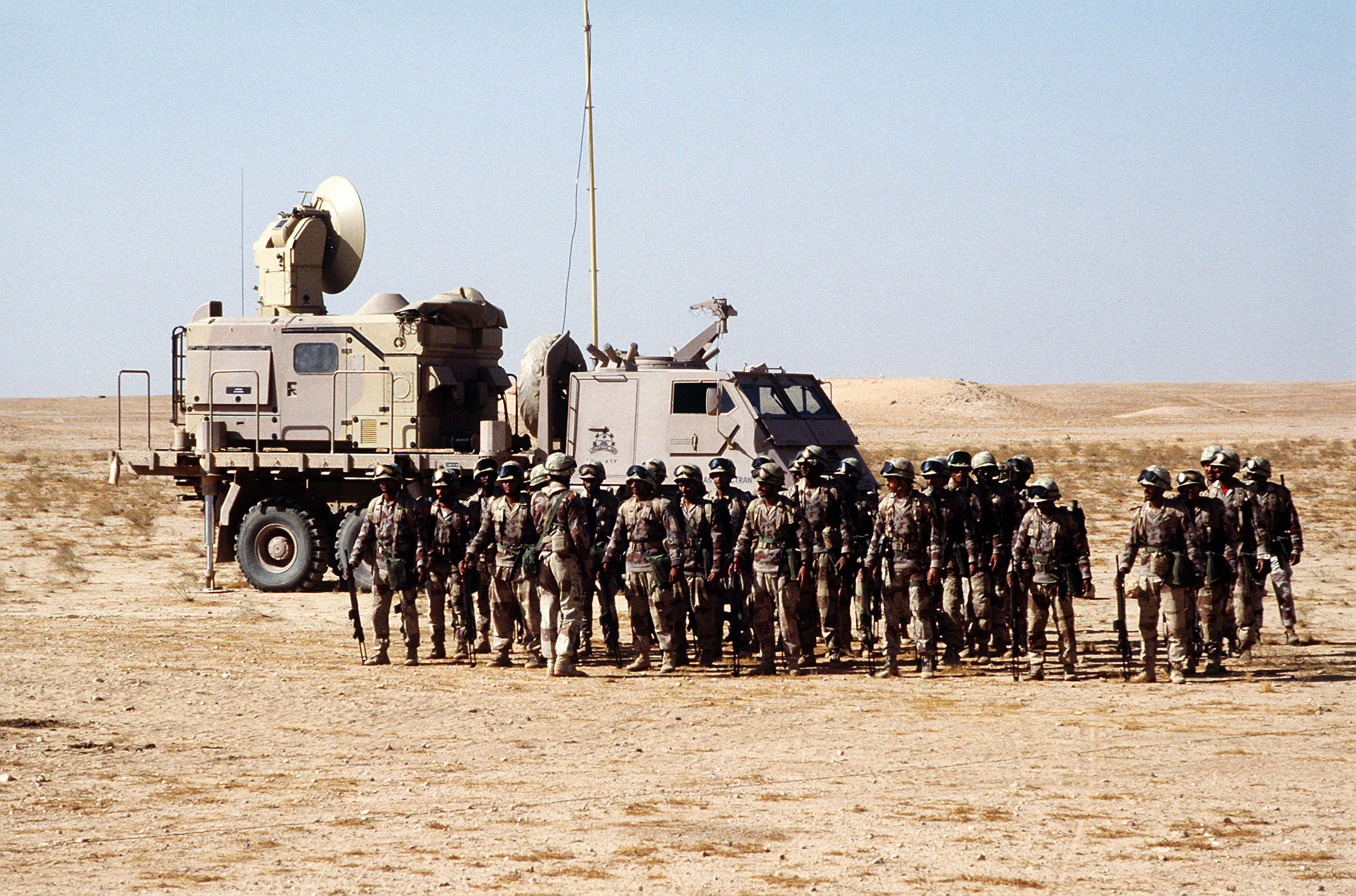
Автомобіль управління вогнем Tectran AV-UCF

Артилерійська система ASTROS II надійшла на озброєння бразильської армії в 1983 році. Система перевірена в боях, оскільки її використовувала армія Іраку під час війн у Перській затоці.
У 1980-х роках Avibrás продала Іраку приблизно 66 артилерійських систем Astros II. Ірак також побудував Sajeel-60, який є ліцензійною версією бразильського SS-60. Шістдесят Astros II було продано Саудівській Аравії, а невизначена кількість продано Бахрейну та Катару. Загальний обсяг продажів Astros II між 1982 і 1987 роками досяг 1 мільярда доларів США. Цей факт зробив реактивну систему залпового вогню Astros II найприбутковішою зброєю виробництва Avibrás.
У 1980-х і на початку 1990-х років Avibrás працював майже виключно з виробництвом ракет і реактивних систем залпового вогню (РСЗВ), таких як Astros II, на додаток до розробки протитанкових і протикорабельних ракет. На піку свого розвитку в Avibrás працювало 6000 людей; пізніше вона скоротиться до 900 осіб на початку 1990-х років, оскільки попит на зброю впав. Незважаючи на це, у першій війні в Перській затоці в 1991 році, Astros II був успішно використаний Саудівською Аравією проти Іраку. Декількома роками раніше система Astros II допомогла Анголі перемогти УНІТА.

## Нове покоління

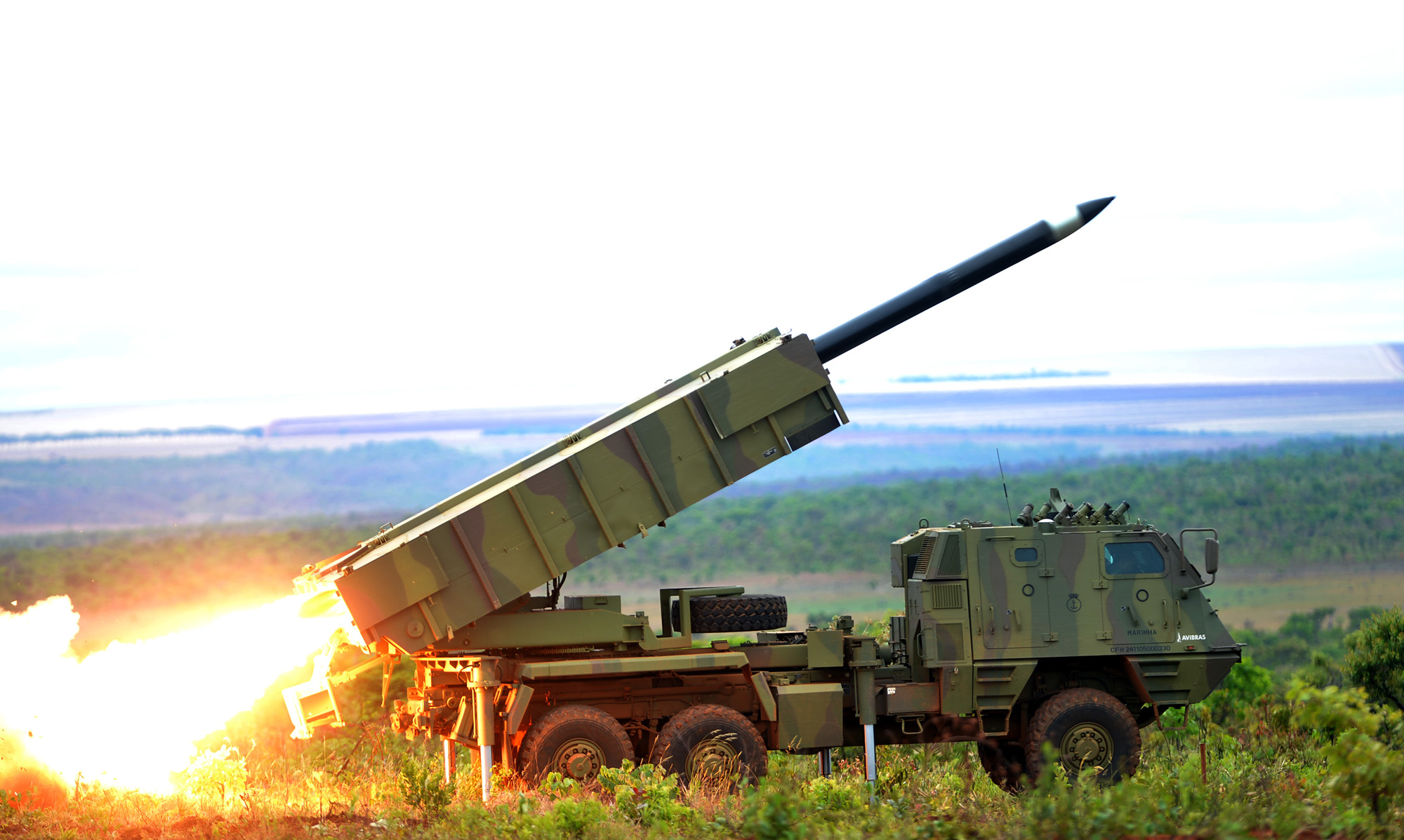
Корпус морської піхоти Бразилії Astros II MK6

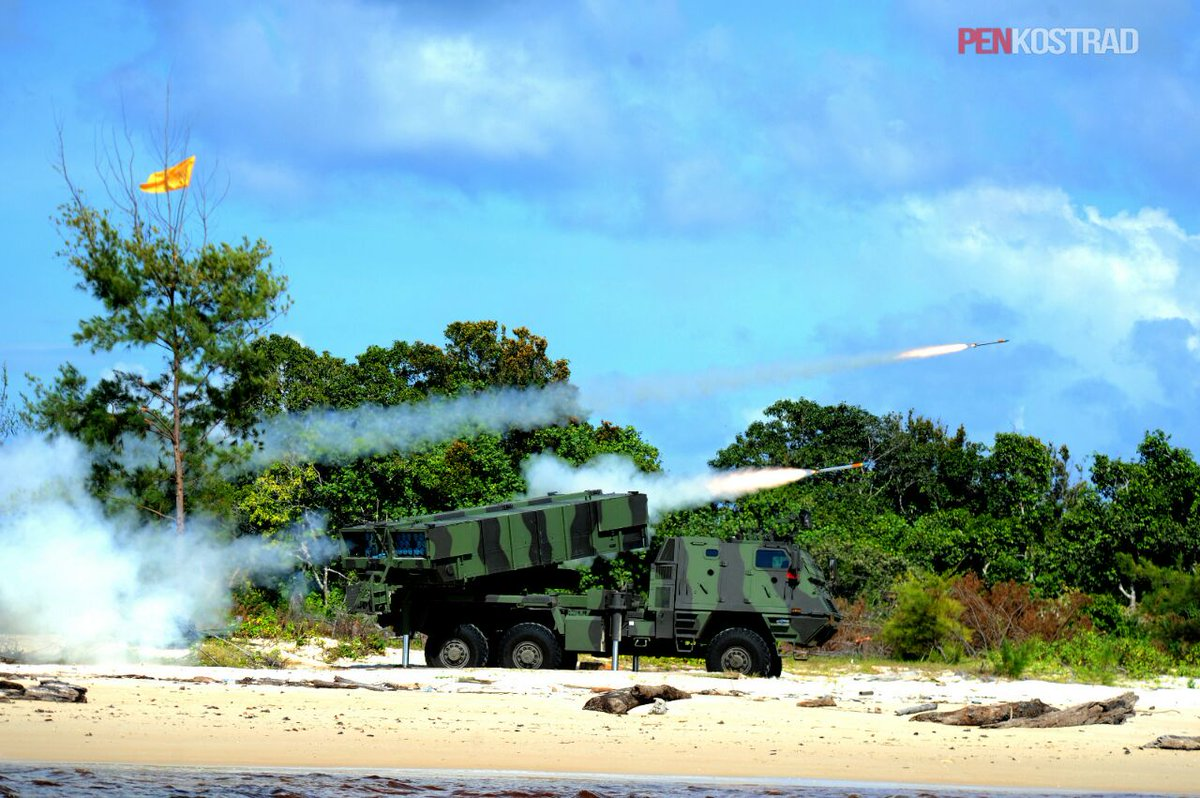
Astros II MK6 індонезійської армії запускає ракету SS-09TS.

Наступним кроком є амбітна програма ASTROS 2020 (MK6), заснована на колісному шасі 6x6. Будучи новою концепцією, вона вимагатиме інвестицій у розмірі 1,2 мільярда реалів, з яких близько 210 мільйонів доларів будуть інвестовані виключно в розробку. На етапі випробувань і сертифікації вона буде інтегрована з крилатою ракетою АВМТ-300 з дальністю дії 300 км. Кажуть, що це підприємство, наприклад, дозволить армії інтегрувати Astros з оборонними зенітними гарматами, відкриваючи шлях для використання загальних платформ, вантажівок, частин електронних датчиків і командних транспортних засобів. Нова система MK6 використовуватиме вантажівки Tatra T815-790R39 6×6 і T815-7A0R59 4×4 замість оригінальної вантажівки Mercedes-Benz 2028A 6x6. ASTROS 2020 пропонує кілька основних удосконалень, включаючи покращену броньовану кабіну, сучасні цифрові комунікаційні та навігаційні системи, а також новий радар стеження, який замінює систему Contraves Fieldguard AV-UCF. Згодом виявилося, що новий радар стеження, використовуваний MK6 AV-UCF, є військовою вимірювальною системою Fieldguard 3 від Rheinmetall Air Defence. Astros 2020 також буде оснащений 180 мм ракетою з GPS-наведенням під назвою SS-AV-40G з радіусом дії 40 км і нещодавно розробленими ракетами SS-150 із заявленою максимальною дальністю дії 150 км.

## Варіанти ракет

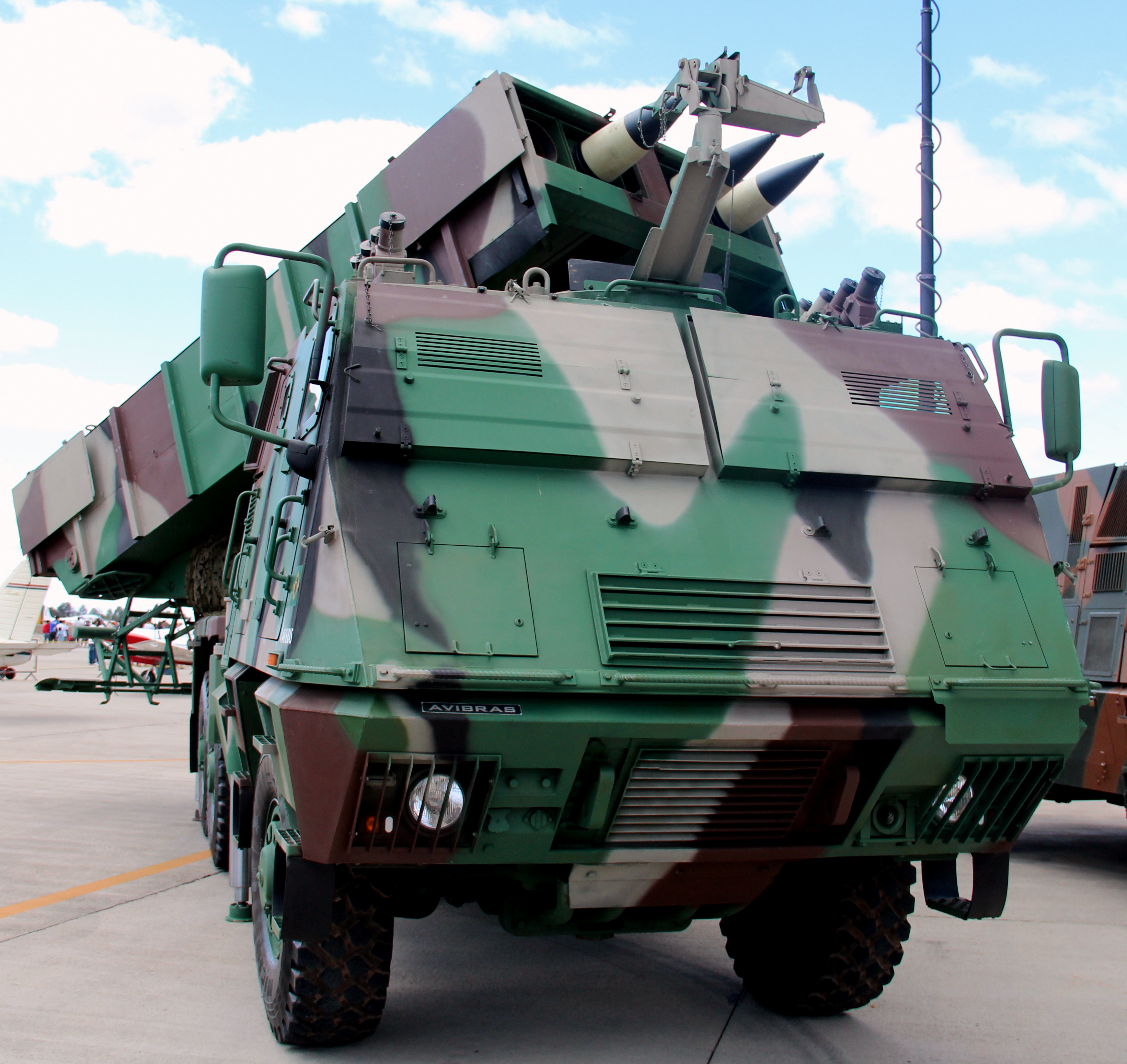
Схема фарбування Astros II у малайзійській армії.

- СС-09ТС — 70 мм ракета — навантаження 40
- СС-30 — 127 мм ракета — навантаження 32
- СС-40 — 180  мм ракета — навантаження 16
- SS-40G — 180 мм ракета — навантаження 16 (GPS Guided)
- СС-60 — 300 мм ракета — навантаження 4
- СС-80 — 300 мм ракета — навантаження 4
- SS-80G — 300 мм ракета — навантаження 4 (GPS Guided)
- СС-150 — 450 мм ракета — навантаження 4
- AV-TM 300 — 450 мм крилата ракета — навантаження 2
- FOG MPM — оптоволоконна керована багатоцільова ракета — протитанкова, протиукріплення та противертолітна ракета
- FOG MLM — волоконно-оптична керована багатоцільова ракета

## Технічні характеристики

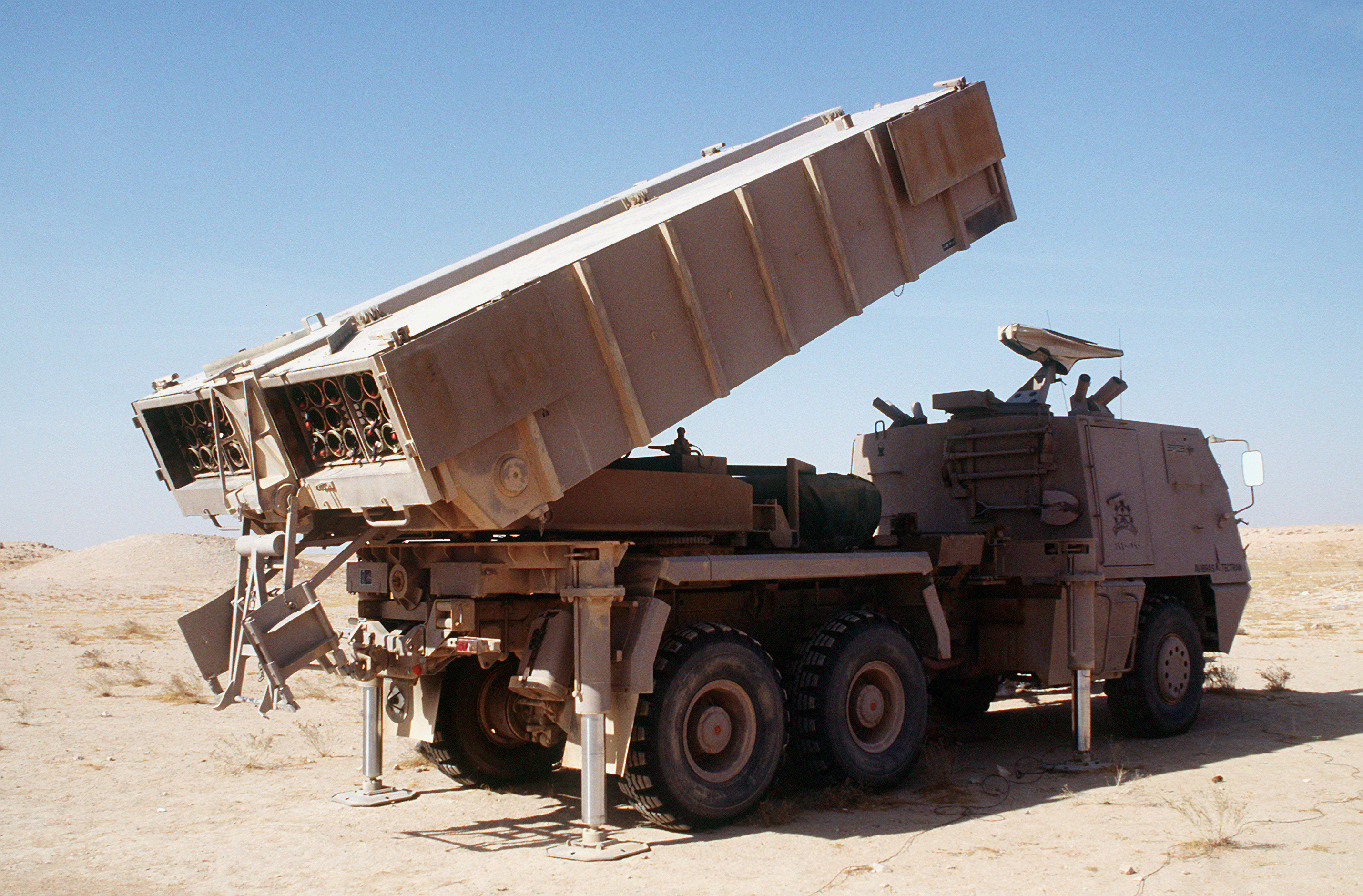
Astros II MK3 Ірак.

- Дальність в режимі непрямого вогню[11] (перша цифра — мінімальна дальність стрільби):
  - СС-09ТС: 4–10 км
  - СС-30: 9–30 км
  - СС-40: 15–40 км
  - СС-40Г: 15–40 км
  - СС-60: 20–60 км
  - СС-80: 22–90 км
  - СС-80Г: 22–90 км
  - СС-150: 29–150 км
  - АВ-ТМ 300 : 30–300 км
  - ТУМАН MPM: 5–60 км
- Броня: засекречена. Ймовірно, легкий композит для захисту від вогню зі стрілецької зброї.
- Озброєння: одна батарея з 2, 4, 16 або 32 реактивних систем
- Продуктивність:
  - брід 1,1 м
  - вертикальна перешкода 1 м
  - траншея 2,29 м
- Тип боєприпасу: фугасний (ВО) з кількома боєголовками

## Оператори
- Бразилія

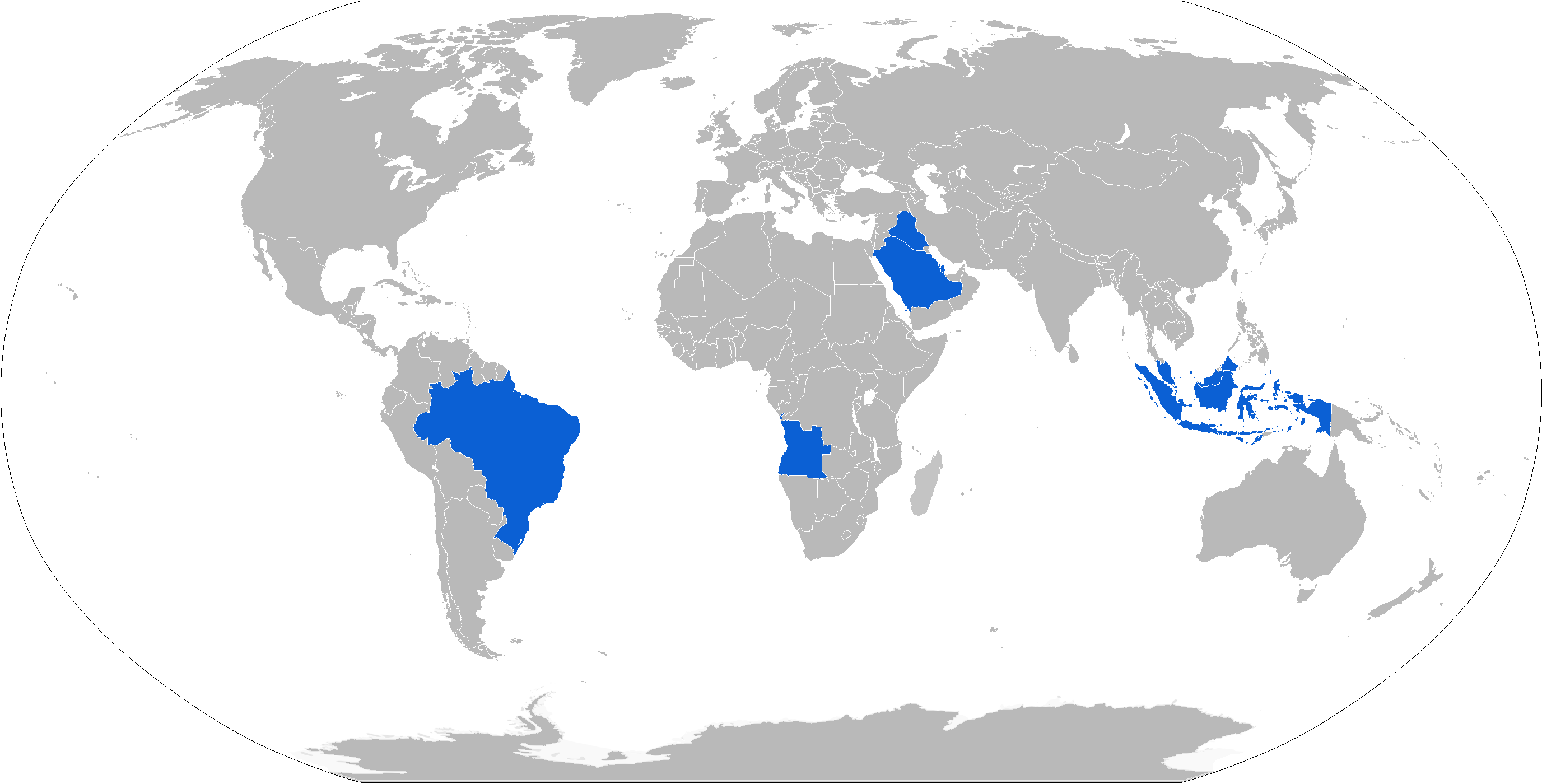
Карта з операторами Astros II синього кольору

  - Бразильська армія: 38 Astros II MK3, 18 Astros II MK3M і 22 Astros II MK6
  - Корпус морської піхоти Бразилії : 6 Astros II MK6
- Малайзійська армія: 54 Astros II[3][12][13]
- Індонезійська армія : 63 Astros Il MK6 (1-а партія з 36 замовлених у 2012 році та 2-я партія з 27 доставлених у 2020 році).[14]
- Ірак : 66 Astros II[5] (також побудований за ліцензією як Sajil-60). Тільки з ракетами меншої дальності SS-40 і SS-60.
- Саудівська Аравія: 76 Astros II[4]
- Лівія  Лівія: Відомо, що країна увійшла в трійку найбільших покупців системи поряд з Іраком і Саудівською Аравією, інвестувавши 2 мільйони доларів США для придбання Astros. Однак точна кількість не визначена.
- Бахрейн
- Катар
- Ангола[15]